# هوتون لیک (میشیگان)
هوتون لیک (به انگلیسی: Houghton Lake) یک منطقهٔ مسکونی در ایالات متحده آمریکا است که در شهرستان راسکومون، میشیگان واقع شده‌است. هوتون لیک ۱۹٫۵ کیلومتر مربع مساحت و ۳٬۴۲۷ نفر جمعیت دارد و ۳۴۹ متر بالاتر از سطح دریا واقع شده‌است.